# Robert Mouynet
Robert Mouynet, né le 25 mars 1930 à Toulouse (Haute-Garonne), est un footballeur international français. Il participa notamment à l'équipe de France ayant remporté la 3e place à la Coupe du monde 1958 en Suède bien qu'il ne jouera aucun match.

## Biographie
Il a été arrière droit à Toulouse, à Cannes et à l'Olympique lyonnais où il disputera 149 matchs.
Il faisait partie des 22 sélectionnés en équipe de France pour la Coupe du monde 1958.
Au total, il dispute 272 matchs en Division 1 et plus de 100 matchs en Division 2, sans oublier 2 matchs en Coupe des villes de foires.
Depuis la mort de Bernard Chiarelli en novembre 2024, il est le dernier joueur de l'équipe de France à la Coupe du monde 1958 à être en vie.

## Palmarès
- Champion de France de Division 2 en 1953 avec Toulouse
- Troisième de la Coupe du monde 1958 avec la France